# Dom składowy
Dom składowy – podmiot uprawniony do prowadzenia przedsiębiorstwa składowego w formie specjalnego miejsca do przechowywania towarów, zapewniający prawidłowe przechowywanie rzeczy złożonych na skład.

## Nazewnictwo
Nazwa „dom składowy” pochodzi z języka francuskiego: magasins generaux. W języku angielskim dom składowy to warehouse. Jeżeli dom składowy jest uprawniony do emisji dowodu składowego i podlega rejestracji, to w anglosaskim systemie ekonomicznym jest nazywany public warehouse.

## Domy składowe w Polsce
Dom składowy jest podmiotem prowadzącym przedsiębiorstwo świadczące usługi profesjonalnego składowania towarów, uprawnionego do wydawania papieru wartościowego – służącego dokapitalizowaniu uczestników i uproszczeniu obrotu prawnego. Szczegóły funkcjonowania domów składowych i ich kontroli regulowała ustawa z 16 listopada 2000 o domach składowych oraz zmianie Kodeksu cywilnego, Kodeksu postępowania cywilnego i innych ustaw. Do 30 czerwca 2011 prowadzenie przedsiębiorstwa składowego było działalnością regulowaną i wymagało uzyskania wpisu do rejestru przedsiębiorstw składowych.
Domy składowe dzieli się na dwa rodzaje, ze względu na organ prowadzący rejestr (do 2011), wydający zezwolenia i nadzorujący pracę domów składowych:
- domy składowe przyjmujące na skład towary przemysłowe – minister właściwy do spraw gospodarki,
- domy składowe przyjmujące na skład towary rolne – minister właściwy do spraw rynków rolnych.